# Guro Fjellanger
Guro Fjellanger, née le 26 janvier 1964 à Bergen et morte le 16 avril 2019 à Oslo (Norvège), est une femme politique norvégienne du Parti libéral norvégien. Elle a été ministre de l'Environnement dans le gouvernement Bondevik I de 1997 à 2000. Elle a aussi été consultante privée et membre du conseil d'administration de plusieurs agences et organisations gouvernementales, et membre de deux commissions nommées par le gouvernement.

## Formation
Fille du professeur Håkon Fjellanger et de la décoratrice d'intérieur Jorunn Carlsen, Guro Fjellanger est née à Bergen en Norvège en 1964. Elle grandit à Stokmarknes, obtient un diplôme d'études secondaires en 1984 puis un diplôme en histoire de l'université d'Oslo en 1990.

## Carrière
Guro Fjellanger est nommée secrétaire en 1985 puis présidente de 1986 à 1988 des Young Liberals (en), la partie jeunesse du parti libéral. En 1988, elle devient vice-présidente de l'organisation Nei til EU (en), qui s'oppose à l'adhésion de la Norvège à l'Union européenne. Elle a ensuite été secrétaire générale de 1991 à 1995.
En 1994, elle devient membre du comité central du parti libéral, directrice de l'information en 1995 puis vice-présidente du parti de 1996 à 2000,. En 1996, elle travaille brièvement à l'assocation norvégienne pour la conservation de la nature en tant que responsable et est membre du conseil d'administration de la Norwegian Organization for Asylum Seekers (en français : « organisation norvégienne pour les demandeurs d'asile ») de 1996 à 1997,.
À la suite des élections législatives de 1997, lorsque Magne Bondevik a créé son premier gouvernement, Guro Fjellanger est nommée ministre de l'Environnement. Le 29 avril 1998, elle signe le protocole de Kyoto au nom de la Norvège. Elle quitte le gouvernement lorsque celui-ci perd un vote de confiance en mars 2000. La même année, elle quitte son poste de cheffe adjointe du parti libéral,.
Elle a été membre de deux commissions nommées par le gouvernement sur la réglementation de la recherche médicale et la protection contre la discrimination des personnes en situation de handicap,.
Elle est présidente du Norwegian Institute for Water Research (en) (en français : « institut norvégien pour la recherche sur l'eau ») de 2001 à 2007, directrice de l'agence gouvernementale Norwegian Centre Against Ethnic Discrimination (en français : « centre norvégien contre la discrimination ethnique ») de 2002 à 2004, et présidente d'Ecolabelling Norway à partir de 2004. Elle a également été membre du conseil municipal d'Oslo de 2007 à 2015,, membre du conseil d'administration du Norwegian Consumer Council (en) (en français : « conseil des consommateurs norvégien ») de 2008 à 2012 et de l'hôpital universitaire d'Oslo à partir de 2011, avant d'être présidente du Forum for Women and Development (en) de 2014 à 2016.

## Vie privée
Guro Fjellanger est depuis sa naissance atteinte de spina bifida, un dysfonctionnement de la moelle épinière qui inhibe la marche normale. Elle a appris à marcher dans une certaine mesure mais a ensuite exclusivement utilisé un fauteuil roulant. En 1997, elle devient la première ministre norvégienne avec un handicap. En 2007, elle a notamment remporté un procès contre l'État, qui en 2004 avait refusé de lui accorder une couverture d'assurance auprès du Fonds de pension du service public norvégien (en).
Dans un éditorial de novembre 2018 pour Dagbladet, Fjellanger a indiqué que le spina bifida ne l'a pas tout le temps rendue gravement malade. Elle a révélé qu'elle avait un cancer et qu'elle avait récemment contracté de graves infections et une fibrillation atriale. Elle est décédée le 16 avril 2019, à l'âge de 55 ans.